# MTV Europe Music Award pro nejlepší turecký počin
Seznam výherců a nominovaných MTV Europe Music Awards v kategorii Nejlepší turecký umělec. Emre Aydın a manga pokračovali a zvítězili v kategorii Nejlepší evropský počin.

## 2000 - 2009
| Rok  | Vítěz      | Nominovaní                                                   |
| ---- | ---------- | ------------------------------------------------------------ |
| 2007 | Ceza       | - Kenan Doğulu - Sertab Erener - Nil Karaibrahimgil - Teoman |
| 2008 | Emre Aydın | - Hayko Cepkin - Hadise - Sagopa Kajmer - Hande Yener        |
| 2009 | maNga      | - Bedük - Atiye Deniz - Kenan Doğulu - Nil Karaibrahimgil    |
| 2011 | Atiye      | - Hadise - Duman - Cartel - Mor ve Ötesi                     |